# 松平寿子
松平 寿子（まつだいら ひさこ、弘化4年12月29日（1848年2月3日） - 明治26年（1893年）3月21日）は、江戸時代幕末期から明治の女性。石見国浜田藩主（浜田城退去後、美作国鶴田藩主）の松平武聰の正室。下総国佐倉藩主堀田正睦の八女。名は比佐子とも表記される。

## 生涯
文久2年（1862年）2月、浜田藩主（越智松平家）・松平武聰と結婚した。武聰は水戸藩9代徳川斉昭の十男で、徳川慶喜の異母弟である。
慶応元年（1865年）1月、長男・熊若丸（のちの武修）を出産した。越智松平家では、正室が嫡子を産むことは絶えてなく、また養子が続いていたため、領内挙げての喜びとなった。
浜田藩は、その領国の位置からも藩主武聰の血統からも、長州藩に対する矢面になる立場にあり、慶応2年（1866年）6月の第二次長州征伐では、一の手として派兵し、苦境に立たされることになった。加えて武聰はこの頃、ほとんど病床にある状態であった。浜田藩は退陣を重ね、7月18日、居城浜田城を自焼退城する。
浜田城を包囲され、単独死守が難しくなった段階で、家老等は寿子に熊若丸とともに立ち退くように進言したが、寿子は病床の武聰を置いては決して立ち退かないとし、熊若丸のみを退去させるようにと頑として受けなかったという。その後、重臣たちの協議の結果、病床の武聰も退城することとなった。
18日早朝に浜田城を出た寿子らは、その日の夕方に杵築に到着。22日まで杵築に逗留し、24日に松江に移った。松江藩主松平定安の夫人熈姫にあてた書簡が現存している（熈姫の妹吉子は、寿子の弟正倫と婚約中であった）。8月10日、武聰は松江のままに、寿子と熊若丸は鳥取（武聰の異母兄池田慶徳が藩主）に移る。慶応3年（1867年）1月、幕府から解兵令が出され、美作国の飛び地（鶴田藩）に移動するよう命じられたため、3月武聰が、6月寿子と熊若丸が美作に移った。明治2年（1869年）鶴田藩として版籍奉還を迎え、明治4年（1871年）8月、武聰・寿子らは鶴田を発ち上京した。
明治26年（1893年）没した。享年47。